# قنطيون أعزل
قنطيون أعزل (الاسم العلمي:Canthium inerme) هو نوع من النباتات يتبع جنس القنطيون من الفصيلة الفوية.